# Chella Man
Chella Man (26 de noviembre de 1998) es un youtuber, actor, modelo, escritor, artista y activista LGBTQ estadounidense. Es conocido por compartir sus experiencias como transgénero, sordo, persona no binaria y judío de color. Man saltó a una prominencia más amplia en 2019 por interpretar al superhéroe mudo Jericho en la segunda temporada de la serie Titans de DC Universe.

## Educación y primeros años
Chella Man nació el 26 de noviembre de 1998 y es de ascendencia judía y china. Se crio en una pequeña ciudad del centro de Pensilvania en una comunidad conservadora, donde "no se consideraba [a sí mismo] hermoso". Se le asignó como una mujer al nacer y experimentó disforia de género durante la infancia.
Man comenzó a perder la audición a los cuatro años. A los trece años, estaba profundamente sordo y al año siguiente recibió su primer implante coclear. A los dieciséis años le colocaron un segundo implante en la otra oreja.
En 2017, después de experimentar disforia de género a lo largo de su infancia, Man comenzó su transición de género usando testosterona. Su uso de la terapia de reemplazo hormonal (TRH), junto con la cirugía superior, ayudó con su identidad, autoestima e imagen corporal.
Man es actualmente estudiante en The New School en Manhattan donde estudia programación de realidad virtual.

## Carrera
En marzo de 2017, creó su canal de YouTube donde publicó videos sobre sus experiencias personales con la disforia de género, su identidad, su vida amorosa y videos de traducción de canciones populares a la lengua de signos americana.
Man declaró en una entrevista con Teen Vogue, "Hay una falta extrema de representación para artistas jóvenes, sordos, queer, judíos, asiáticos, transgénero... Así que decidí ser mi propia representación". Man también publica videos que intentan movilizar a los votantes jóvenes y discutir los efectos políticos de la administración Trump, la cual no apoya.
Man comenzó a hacerlo después de que el expresidente Donald Trump visitara su escuela secundaria durante su campaña presidencial.
En mayo de 2018, Man presentó su TedX Talk titulada "Becoming Him" en la que habla sobre su viaje de transición y los problemas de género para los jóvenes LGBTQ y las personas con discapacidades.
Man firmó con IMG como su primer modelo judío-asiático sordo en septiembre de 2018. Ha modelado para revistas como The Advocate, Bad Hombre, Time Out y Mission y para marcas como Calvin Klein, Gap y American Eagle Outfitters.
En marzo de 2019, se anunció que Man haría su debut como actor como Jericho, un superhéroe mudo, para la serie digital Titanes de DC Universe en su segunda temporada. Man declaró que conectó con el personaje, que usa el lenguaje de señas para comunicarse. Discute la importancia de los actores discapacitados que interpretan personajes discapacitados para apoyar la representación adecuada, afirmando: "El casting de actores / actrices discapacitados para roles discapacitados ayudará a representar y deconstruir auténticamente los estereotipos construidos alrededor de nuestras identidades".

### Arte
Man pinta, diseña tatuajes y tiene interés en el diseño de la moda. Man describió su forma de encontrar inspiración como "Cualquier cosa con la que me tropiece y encuentre estéticamente agradable. Esto puede ser un Picasso en el MoMa o un sombrero con lunares en el metro de Nueva York.
Presentada en su canal de Youtube, la publicación de arte de Man es una representación visual de 3 minutos de duración, The Beauty of Being Deaf, que promueve una colección de joyas que transforma los audífonos en joyas para los oídos. Man declaró que creó esta colección de joyas como una forma de introducir a las personas sordas en la industria de la moda, así como para eliminar el estigma de usar audífonos e implantes cocleares.  Afirma: “Sin embargo, la aparición de los audífonos y los implantes cocleares siempre ha creado una desconexión.  Las piezas nunca se sintieron como yo y no tenía control sobre sus diseños.  Siempre me encontré pensando en formas de recuperar la maquinaria que se había convertido en parte de mí."

## Vida personal
Man se comunica en la lengua de signos americana y se identifica más estrechamente con la identidad bicultural de las personas sordas.
Tiene una relación con MaryV Benoit, artista y fotógrafa.